# مسجون في الغربة
مسجون في الغربة أو باسم رحلات مأسوية (بالإنجليزية: Banged Up Abroad)‏ هو مسلسل تلفزيوني وثائقي درامي بريطاني، تم إنتاجه للقناة الخامسة، عرض أول مرة في مارس 2006، ومن ثم تم إعادة إنتاجه لقناة ناشونال جيوغرافيك، وتم دبلجته إلى اللغة العربية، وبُث على قناة ناشونال جيوغرافيك أبو ظبي.

## وصلات خارجية
- مسجون في الغربة على موقع IMDb (الإنجليزية)
- مسجون في الغربة على موقع ميتاكريتيك (الإنجليزية)
- مسجون في الغربة على موقع كينوبويسك (الروسية)

- موقع المسلسل باللغة العربية
- مشاهدة حلقات مسجون في الغربة